# Louis de Madaillan d'Estissac
Louis de Madaillan d'Estissac (ca 1502 - 1565) a été gouverneur de La Rochelle, d'Aunis et de Saintonge, et lieutenant-général du Poitou. Il est fils de Bertrand de Madaillan d'Estissac (fils de Jean de Madaillan-Lesparre d'Estissac et frère aîné de l'évêque Geoffroy) et de la sœur de l'amiral Philippe Chabot, Catherine Chabot de Jarnac. 

## Biographie
Il a épousé en 1562 une certaine Louise de La Béraudière (d'une famille poitevine). La tradition et de nombreux travaux généalogiques présentent cette dernière comme la Louise de La Béraudière de "l'escadron volant" de la régente Catherine de Médicis, alias la belle Rouet, mère de Charles de Bourbon puis femme de Robert de Combault sire d'Arcis. En fait, cette information n'est donnée ni par les contemporains Brantôme et Pierre de l'Estoile, ni par les d'Hozier et le Père Anselme aux XVIIe – XVIIIe siècles. Après Louis-Pierre d'Hozier, l'historien Roger Trinquet a montré qu'il s'agirait en fait de deux cousines éloignées homonymes, chacune mère, entre autres enfants, d'une fille nommée Claude (mais Claude de Madaillan d'Estissac ne peut être confondue avec Claude de Combault d'Arcis),,,.  
La femme de Louis d'Estissac était fille de Philippe de La Béraudière, seigneur d'Ursay, et de Françoise de Vivonne ; alors que sa cousine à la mode de Bretagne, la "Belle Rouet", était fille de René (Louis) de La Béraudière, chef de la branche de l'Isle-Rouet (cette branche des La Béraudière avait hérité de L'Isle-Jourdain et des fiefs de Rouet/Rouhet et Beaumont en Poitou) et de Madeleine du Fou de L'Isle-Jourdain du Vigeant.  
Louis d'Estissac étant mort en 1565, Louise, qui ne se remaria pas, éleva seule les deux enfants qu'ils eurent, un fils, Charles, et une fille Claude. L'éloge qu'en fait Montaigne dans un de ses Essais, "de l'affection des pères aux enfants" paraît dans ces conditions moins surprenant. Et c'est forcément elle qui est la dame de Coulonges-les-Royaux puisqu'il s'agit d'un fief des Madaillan d'Estissac. 
Leur fille Claude de Madaillan, dame d'Estissac en Périgord, épousa François IV de La Rochefoucauld, d'où François V, père du célèbre mémorialiste et moraliste François VI. 

## Sources
1. ↑  « Bernard de Rechignevoisin des Loges et sa femme Jeanne de La Béraudière (soeur de Mme d'Estissac), p. 24 », sur Armorial général de la Noblesse de France, registre IV, par Louis-Pierre d'Hozier, chez Pierre Prault à Paris, 1752 (consulté le 26 octobre 2019)
2. ↑  Roger Trinquet : "En marge des Essais : la vraie figure de Mme d'Estissac, ou les pièges de l'homonymie", Bibliothèque d'Humanisme et Renaissance, t. 18, no 1, p. 23-36, 1956, Librairie Droz
3. ↑  Yvon Pierron "Histoire de Coulonges sur l'Autize", publiée en 1974 ; et Maurice Rat in le Bulletin de la Société Internationale des Amis de Montaigne, p. 8, numéro de janvier-juin 1956 (IIe série, no 18), "Les deux Louise de la Béraudière, Mme d’Etissac et Mme de Combault, ou les pièges de l’homonymie".
4. ↑  (en) « Montaigne, p. 64 », sur The Year's Work in Modern Language Studies, L. T. Topsfield (dir.), vol. XVIII, Cambridge, 1956 (consulté le 26 octobre 2019)
5. ↑  Jean d'Estissac, fils de Lancelot de Madaillan-Lesparre et de Jeanne d'Estissac, dernière du nom, est un favori de Charles de France, frère du roi Louis XI. Lesparre est Lesparre-Médoc ; Madaillan est un hameau de Roumagne entre Bergerac et Marmande, et non Madaillan ; la seigneurie d'Estissac originelle est en Périgord au nord de Bergerac : St-Jean-, St-Hilaire-, St-Séverin-d'Estissac. Par le mariage de Claude de Madaillan baronne d'Estissac avec François IV de La Rochefoucauld en 1587, les Madaillan d'Estissac se sont fondus dans les La Rochefoucauld, plus tard seigneurs de St-Liébault, d'où le duché d'Estissac (Aube).